# Metal Galaxy
Metal Galaxy (estilizado em maiúsculas) é o terceiro álbum de estúdio da banda japonesa de heavy metal Babymetal. Ele foi lançado no Japão em 8 de outubro de 2019, com um lançamento internacional em 11 de outubro de 2019. O álbum foi lançado pela BMD Fox Records no Japão, na Europa pela Edel Music e em outros lugares pela Babymetal Records.
Produzido pelo empresário da banda Kobametal, trata-se de um álbum conceitual sobre uma “odisseia na galáxia do metal”, e por isso contém elementos musicais de várias partes do mundo. É também o primeiro lançamento deles a não apresentar a integrante fundadora Yuimetal, bem como o primeiro a conter apresentações de vários artistas. A banda iniciou uma turnê mundial de divulgação do álbum em setembro de 2019, com o apoio de Avatar e The Hu nos Estados Unidos e Bring Me the Horizon no Japão.
Metal Galaxy recebeu resenhas geralmente positivas dos críticos musicais, e conseguiu atingir a terceira colocação na Oricon Weekly Chart com vendas na primeira semana de 73.096 unidades. Nos Estados Unidos, o álbum estreou na décima terceira posição na Billboard 200, tornando-se o álbum em língua japonesa de maior sucesso na história da parada. Quatro canções do álbum foram lançadas como singles digitais, com "Distortion", "Starlight" e "Elevator Girl" figurando entre as quatro mais  bem colocadas da parada Billboard World Digital Songs. O álbum vendeu 96.735 cópias no Japão em dezembro de 2019.

## Contexto e lançamento
Em 1 de abril de 2019, três anos após o lançamento mundial do segundo álbum da banda, Metal Resistance, Babymetal anunciou um terceiro álbum com lançamento previsto para 2019, bem como uma série de shows no verão do Japão, Babymetal Awakens: The Sun Also Rises e Babymetal Surge: Beyond the Moon - Legend "M". Com seu título revelado posteriormente como Metal Galaxy, é o primeiro álbum da banda a não apresentar a integrante fundadora Yuimetal, que deixou a banda em outubro de 2018.
Metal Galaxy foi lançado em várias edições variando por região. No Japão, o álbum foi lançado em edições de 2 discos de 16 faixas por meio de uma edição padrão nos formatos CD e LP, uma edição limitada em CD com um DVD de videoclipes, edições limitadas "Sun" e "Moon" incluídas em pacotes com tamanho de LP, e edição limitada "The One" com um DVD, disponível exclusivamente para os membros do fã-clube oficial "The One". O álbum também foi disponibilizado anteriormente na região, em 8 de outubro de 2019.
Internacionalmente, o álbum foi lançado em uma edição de disco único de 14 faixas padrão, uma edição de 2 LP em vinil preto ou transparente e um cartão de download, em várias combinações.
Em 9 de agosto de 2019, a banda lançou a arte das edições japonesas "Sun" e "Moon", junto com a lista de faixas de todas as edições do. No mesmo dia, as pré-vendas do álbum foram disponibilizadas nas edições física e digital.

## Composição
A banda descreveu o tema do álbum como "uma odisseia pela galáxia do metal". Su-metal afirmou que o álbum é "como uma caixa de brinquedos, com uma mistura diferente de músicas". Enquanto Babymetal e Metal Resistance "tinham sons legais para as músicas", o Metal Galaxy tem um "novo tipo de kawaii metal", e incorpora o som de diferentes países pelos quais a banda tem excursionado desde o lançamento de Metal Resistance, refletindo a "jornada" feita nos anos anteriores. Kobametal afirmou que queria criar Babymetal à imagem da diversidade cultural encontrada em todo o mundo na música, sendo o Metal Galaxy uma "forma presunçosa para explorar esta ideia". A faixa de abertura "Future Metal" inclui uma narração robótica afirmando: "Isto não é heavy metal, bem-vindo ao mundo de Babymetal" com uma "onda eletrônica" vindo depois seguinte. "Elevator Girl " tem elementos de "jazz lânguido", "Shanti Shanti Shanti "é composto de instrumentação indiana e" Night Night Burn! " contém elementos de música latina. Além disso, as canções " Starlight ", "Shine" e "Arkadia" foram chamadas de "uma trilogia de luzes". O álbum também traz músicos convidados, vocais guturais do vocalista do Sabaton Joakim Brodén na faixa "Oh! Majinai", da integrante do Arch Enemy, Alissa White-Gluz, e do rapper tailandês F. Hero em " Pa Pa Ya !! ", dando prosseguimento à tendência da banda de criar música não convencional. Além disso, "Da Da Dance" apresenta o guitarrista do B'z Tak Matsumoto, e "Brand New Day" apresenta os guitarristas do Polyphia Tim Henson e Scott LePage.
De acordo com Kobametal, a composição do Metal Galaxy começou quando ele reuniu compositores para discutir o tipo de música que desejava explorar. Os estilos musicais incluíam ritmos cubanos, música tribal sul-americana e metal escandinavo. Diz-se que "Night Night Burn!" começou a ser preparada seis anos antes, juntamente à produção de "Megitsune".

## Divulgação
Em 1 de abril de 2019, o Babymetal anunciou uma série de shows denominada Babymetal Awakens: The Sun Also Rises e Babymetal Surises: Beyond the Moon - Legend "M", com esta última série ocorrendo por volta do vigésimo aniversário de Moametal, como um contrapartida de Legend S: Baptism XX de Su-metal. O primeiro conjunto de shows, Babymetal Awakens, foi realizado na Yokohama Arena e com uma dançarina tomando o lugar de Yuimetal. Imediatamente após o segundo show, a banda viajou para o Reino Unido para se apresentar no Festival de Glastonbury 2019 em 30 de junho de 2019. Uma série de dançarinos, oficialmente chamados de "Avengers" (vingadores), desempenham o papel que Yuimetal tinha na formação original do trio. Intitulado Metal Resistance Episode VIII, a fase do Babymetal apresenta um tema segundo o qual diz-se que os Vingadores são convocados pela Deusa Raposa.
As datas da turnê mundial do Metal Galaxy foram anunciadas pela primeira vez em 10 de maio de 2019, com datas variando de 4 de setembro de 2019 a 1 de março de 2020, e etapas cronologicamente definidas nos Estados Unidos, Japão e Europa. Um show no The Forum em Los Angeles deveria coincidir com o lançamento de Metal Galaxy.
Em 28 de junho de 2019, após o lançamento do single "Pa Pa Ya !!" e as apresentações subsequentes da banda na Yokohama Arena em 28 e 29 de junho, o Babymetal revelou que o título do álbum era Metal Galaxy e anunciou a turnê mundial do dico junto com as datas das turnês europeia e japonesa além de uma etapa americana previamente anunciada. A turnê mundial Metal Galaxy começou nos Estados Unidos em 4 de setembro de 2019,  e estava prevista para ser concluída em Taiwan em 3 de abril de 2020. A apresentação da banda no The Forum perto de Los Angeles em 11 de outubro de 2019, coincidiu com a data de lançamento mundial do Metal Galaxy . Em 13 de outubro de 2019, Babymetal anunciou mais uma parte da turnê que aconteceria na Ásia. Em 4 de dezembro de 2019, Babymetal anunciou outra parte europeia da turnê, incluindo uma aparição no Download Festival no Reino Unido.
O terceiro single, "Elevator Girl ", foi lançado digitalmente em 10 de maio de 2019, juntamente com o anúncio da turnê mundial do Metal Galaxy. A canção alcançou o quarto lugar na parada de singles da Billboard World Digital. Um videoclipe para uma versão em inglês da música foi lançado em 16 de agosto de 2019.

## Singles
O primeiro single, "Distortion", foi lançado digitalmente em 8 de maio de 2018, pouco antes da quarta turnê mundial da banda, a Babymetal World Tour 2018. Um videoclipe lançado no mesmo dia não apresentava nenhum dos membros da banda Babymetal, mas sim os Sete Escolhidos da época. A canção alcançou o segundo lugar na parada de singles da Billboard World Digital. A música posteriormente teve um lançamento em LP de edição limitada em 23 de novembro de 2018. A versão do álbum traz Alissa White-Gluz, da banda Arch Enemy .
" Starlight " foi lançado digitalmente como o segundo single em 19 de outubro de 2018, antes da etapa japonesa da Babymetal World Tour 2018, e coincidindo com a saída oficial de Yuimetal da banda. Um videoclipe foi lançado no mesmo dia. A canção alcançou o pico na posição número dois na parada de singles da Billboard World Digital.
"Pa Pa Ya!!" foi lançado como o quarto single do álbum em 28 de junho de 2019, pouco antes do primeiro show Babymetal Awakens: The Sun Also Rises. Uma apresentação ao vivo da música foi lançada como um videoclipe em 1º de julho de 2019.
Em 27 de setembro de 2019, Babymetal lançou um videoclipe para a música "Shanti Shanti Shanti" no YouTube; a música havia sido lançada digitalmente como single promocional do álbum no mesmo dia (dependendo do fuso horário).
Em 9 de outubro de 2020, Babymetal carregou um videoclipe de "BxMxC" no YouTube, lançou a música em todo o mundo como um single digital, e anunciou um lançamento em 9 de dezembro de 2020 de uma edição limitada em vinil japonesa junto com uma performance ao vivo a faixa no show "Legend - Metal Galaxy".

## Track listing
| Japan Complete standard edition – Disc 1 |                                                           |         |  |
| N.º                                      | Título                                                    | Duração |  |
| 1.                                       | "Future Metal"                                            | 2:05    |  |
| 2.                                       | "Da Da Dance" (participação: Tak Matsumoto)               | 3:50    |  |
| 3.                                       | "Elevator Girl"                                           | 2:45    |  |
| 4.                                       | "Shanti Shanti Shanti"                                    | 3:10    |  |
| 5.                                       | "Oh! Majinai" (participação: Joakim Brodén)               | 3:12    |  |
| 6.                                       | "Brand New Day" (participação: Tim Henson e Scott LePage) | 4:08    |  |
| 7.                                       | "↑↓←→BBAB"                                                | 3:05    |  |
| 8.                                       | "Night Night Burn!"                                       | 3:40    |  |

| Japan Complete standard edition – Disc 2 |                                                |         |  |
| N.º                                      | Título                                         | Duração |  |
| 1.                                       | "In the Name Of"                               | 4:30    |  |
| 2.                                       | "Distortion" (participação: Alissa White-Gluz) | 3:04    |  |
| 3.                                       | "Pa Pa Ya!!" (participação: F. Hero)           | 3:55    |  |
| 4.                                       | "BxMxC"                                        | 3:03    |  |
| 5.                                       | "Kagerou"                                      | 3:30    |  |
| 6.                                       | "Starlight"                                    | 3:37    |  |
| 7.                                       | "Shine"                                        | 5:52    |  |
| 8.                                       | "Arkadia"                                      | 5:18    |  |

| Japan Complete limited edition DVD – Music videos |                                                   |         |  |
| N.º                                               | Título                                            | Duração |  |
| 1.                                                | "Distortion" (music clip)                         | 3:05    |  |
| 2.                                                | "Starlight" (music clip)                          | 4:04    |  |
| 3.                                                | "Pa Pa Ya!!" (participação: F. Hero (music clip)) | 3:56    |  |
| 4.                                                | "Shanti Shanti Shanti" (music clip)               | 3:09    |  |

| "The One" limited edition DVD – Live Digest from “Babymetal Arises: Beyond the Moon – Legend M” |                                      |         |  |
| N.º                                                                                             | Título                               | Duração |  |
| 1.                                                                                              | "Road of Resistance"                 |         |  |
| 2.                                                                                              | "Elevator Girl"                      |         |  |
| 3.                                                                                              | "Distortion"                         |         |  |
| 4.                                                                                              | "Shanti Shanti Shanti"               |         |  |
| 5.                                                                                              | "Starlight"                          |         |  |
| 6.                                                                                              | "Pa Pa Ya!!" (participação: F. Hero) |         |  |
| 7.                                                                                              | "Headbangeeeeerrrrr!!!!!"            |         |  |

| International edition |                                                             |                     |         |  |
| N.º                   | Título                                                      | Arranjo             | Duração |  |
| 1.                    | "Future Metal"                                              | Megmetal            | 2:05    |  |
| 2.                    | "Da Da Dance" (participação: Tak Matsumoto)                 | Megmetal            | 3:50    |  |
| 3.                    | "Elevator Girl" (English ver.)                              | Megmetal            | 2:45    |  |
| 4.                    | "Shanti Shanti Shanti"                                      | Megmetal            | 3:10    |  |
| 5.                    | "Oh! Majinai" (participação: Joakim Brodén)                 | Tatsuometal         | 3:12    |  |
| 6.                    | "Brand New Day" (participação: Tim Henson and Scott LePage) | Megmetal            | 4:08    |  |
| 7.                    | "Night Night Burn!"                                         | Yuppemetal Megmetal | 3:40    |  |
| 8.                    | "In the Name Of"                                            | Megmetal Yuppemetal | 4:30    |  |
| 9.                    | "Distortion" (participação: Alissa White-Gluz)              | Megmetal            | 3:04    |  |
| 10.                   | "Pa Pa Ya!!" (participação: F. Hero)                        | Megmetal            | 3:55    |  |
| 11.                   | "Kagerou"                                                   | Yuppemetal          | 3:30    |  |
| 12.                   | "Starlight"                                                 | Megmetal            | 3:37    |  |
| 13.                   | "Shine"                                                     | Tatsuometal         | 5:52    |  |
| 14.                   | "Arkadia"                                                   | Kyōtōmetal          | 5:18    |  |

## Recepção da crítica
| Críticas profissionais | Críticas profissionais |
| Pontuações agregadas   | Pontuações agregadas   |
| Fonte                  | Avaliação              |
| ---------------------- | ---------------------- |
| Metacritic             | 69/100                 |
| Avaliações da crítica  |                        |
| Fonte                  | Avaliação              |
| AllMusic               | [ 39 ]                 |
| Clash Music            | 6/10                   |
| Classic Rock           | 7/10                   |
| Consequence of Sound   | B+                     |
| The Guardian           | [ 42 ]                 |
| Kerrang!               | [ 43 ]                 |
| The Line of Best Fit   | 6.5/10                 |
| NME                    | [ 45 ]                 |
| Pitchfork              | 4.7/10                 |
| Sputnikmusic           | 3.7/5                  |

Metal Galaxy recebeu resenhas geralmente positivas dos críticos musicais, com a maioria elogiando a instrumentação e a diversidade da música. No Metacritic, que atribui uma classificação normalizada de 100 às resenhas de publicações convencionais, o álbum recebeu uma pontuação média de 69, o que indica "resenhas geralmente favoráveis", com base em dez resenhas.
Andrew Trendell da NME chamou o álbum de "passeio selvagem que, por meio de sua energia pura, é de alguma forma infecciosamente acessível",  enquanto a Classic Rock chamou o álbum de "Maravilhosamente esquizofrênico e vergonhosamente populista". Uma revisão da Kerrang! observou que "tudo borbulha, estoura e explode com o grande deslumbre" com um som único, porém familiar. Dean Van Nguyen do The Guardian considerou o álbum "o My Beautiful Dark Twisted Fantasy versão kawaii metal" e uma obra prima do gênero, e comentou que "os vocais pop e os uivos tradicionais do metal criam uma batalha do bem contra o mal que se assemelha ao duelo de kaiju". Jason Pettigrew da Alternative Press chamou o Metal Galaxy de "marcante em sua abjeta estranheza", destacando "In The Name Of" como "a melhor jam de metal que você já ouviu". O escritor do AllMusic, James Christopher Monger, notou como o álbum "ajusta a receita apenas o suficiente para parecer nova, mantendo a atenção meticulosa aos detalhes e decibéis", e que a faixa de abertura "Future Metal" apresenta a "ideia de andar pelo globo" em todo o álbum.
Sam Walker-Smart da Clash Music observou que, embora o álbum provavelmente não atraia ouvintes que não olham para além do truque da banda, "é ridiculamente divertido em alguns momentos, e está claro que os músicos têm um verdadeiro amor e compreensão do gênero." Michael Pementel do Consequence of Sound chamou o disco de "o trabalho mais pesado e estimulante da banda até hoje", apesar de algumas canções não serem super "metal", e afirmou que a "hiper instrumentação que explora vários estilos musicais em todo o mundo" expande a cativância da banda. Sarah Shodipe do The Line of Best Fit elogiou a faixa de abertura "Future Metal" por trazer "momentos grandiosos e elevados", mas criticou "Oh! Majinai" por ser "não tão orgânico quanto poderia". Grayson Haver Currin do Pitchfork chamou o álbum de "uma bagunça exultante, quase total" e, além dos destaques de "Kagerou" e "Shine", um "artifício embaraçoso".
O portal Loudwire o elegeu como um dos 50 melhores discos de metal de 2019.

## Desempenho comercial
Metal Galaxy estreou em terceiro lugar no Oricon Weekly Chart na semana de 21 de outubro de 2019, com 73.096 cópias físicas vendidas, além de 5.700 cópias digitais vendidas. No Reino Unido, o álbum estreou na décima nona posição na UK Albums Chart, tornando-se o segundo álbum de Babymetal no top 20 da parada.  Nos Estados Unidos, Metal Galaxy estreou na décima terceira posição na Billboard 200, se tornando o álbum em língua japonesa com maior sucesso na história da parada. Em outubro de 2019, a banda se tornou o primeiro nome asiático a atingir o topo da Billboard Top Rock Albums Chart. O álbum vendeu 96.735 cópias no Japão em dezembro de 2019.

## Créditos
Adaptados do encarte de Metal Galaxy .
- Suzuka Nakamoto - vocais
- Moa Kikuchi - vocais de apoio

Músicos adicionais
- Tak Matsumoto - guitarra em "Da Da Dance"
- Joakim Brodén - vocal em "Oh! Majinai"
- Tim Henson, Scott LePage - guitarra em "Brand New Day"
- Alissa White-Gluz - vocais em "Distortion"
- F. Hero - vocais em "Pa Pa Ya! ! "

Produção
- Kobametal - produção
- Watametal - gravação
- Tue Madsen - mixagem
- Nick Sampson - mixagem
- Yuppemetal - mistura
- Jens Bogren - mixagem
- Tucky-metal (Tucky's Mastering) - masterização

## Paradas
| Parada (2019)                             | Maior colocação |
| ----------------------------------------- | --------------- |
| Australian Albums (ARIA)                  | 18              |
| Áustria (Ö3 Austria Top 40)               | 30              |
| Bélgica (Ultratop Flandres)               | 44              |
| Bélgica (Ultratop Valônia)                | 67              |
| Países Baixos (Dutch Charts)              | 95              |
| Finlândia (Suomen virallinen lista)       | 40              |
| French Albums (SNEP)                      | 115             |
| Alemanha (Offizielle Deutsche Charts)     | 18              |
| Japão (Oricon)                            | 3               |
| Japanese Albums (Billboard)               | 3               |
| Escócia (Official Scottish Albums)        | 5               |
| Spanish Albums (PROMUSICAE)               | 69              |
| Suíça (Schweizer Hitparade)               | 46              |
| Reino Unido (Official Albums Chart)       | 19              |
| Reino Unido (UK Independent Albums Chart) | 1               |
| Reino Unido (UK Rock & Metal Albums)      | 1               |
| Estados Unidos (Billboard 200)            | 13              |
| Estados Unidos (Top Hard Rock Albums)     | 1               |
| Estados Unidos (Top Rock Albums)          | 1               |
| Estados Unidos (Top World Albums)         | 2               |

| Parada (2019)            | Maior colocação |
| ------------------------ | --------------- |
| Japanese Albums (Oricon) | 6               |

| Parada (2019)                       | Colocação |
| ----------------------------------- | --------- |
| Japanese Albums (Oricon)            | 47        |
| Japanese Albums (Billboard Japan)   | 50        |
| US Top Hard Rock Albums (Billboard) | 49        |
| US World Albums (Billboard)         | 10        |